# Fibrillär glomerulopati

Glomerulus i njuren

Fibrillär glomerulopati eller fibrillär glomerulonefrit är en typ av njursjukdom. Glomerulus, av det grekiska ordet för filter (i plural glomeruli), är kluster av små blodkärl som förgrenats ut från njurartären.
Sjukdomen yttrar sig i att cirkulationen i glomeruli (små blodkärl i njurarna) försvåras genom att små fibriller, cirka 10–50 nanometer i diameter, klumpar ihop sig och sätter igen dem.
En amerikansk undersökning av patienter med fibrillär glomerulopati visade att patienternas medelålder, i ett åldersspann från 21 till 75 år, var 49 år och att sjukdomen i den aktuella studien var vanligare bland vita och att kvinnor dominerade sjukdomsbilden.

## Symtom
Sjukdomen har flera symtom, vilka i sin tur kan yttra sig på olika sätt:
- proteinuri: stor mängd protein i urinen, vilket kan yttra sig i skummande urin
- hematuri: blod i urinen, vilket kan ge urinen en mörkare färg, kanske rosa eller färgad ungefär som Coca-Cola
- reducerad glomerulär filtration, alltså sämre njurfunktion
- hypoproteinemi: låg proteinhalt i blodet
- ödem

## Orsak
Det finns många orsaker till sjukdomen, till exempel som en följd av en infektion eller någon typ av förgiftning. Det kan också vara en följd av en allmän sjukdom, till exempel diabetes eller systemisk lupus erythematosus (SLE). Ibland kan sjukdomen uppstå utan någon uppenbar koppling till annan sjukdom eller liknande.